# Anna Rybicka (lekkoatletka)
Anna Rybicka (ur. 23 września 1963) – polska lekkoatletka, specjalizująca się w biegach na średnich i długich dystansach.

## Kariera
W czasie swojej kariery odniosła następujące sukcesy:
- srebrna medalistka mistrzostw Europy juniorek w biegu na 800 metrów (Utrecht 1981)
- 13. miejsce w biegu maratońskim na mistrzostwach świata (Stuttgart 1993)
- 17. miejsce w biegu maratońskim na mistrzostwach Europy (Helsinki 1994)
- 2. miejsce w biegu maratońskim w Nagoi (1994)
- 1. miejsce w memoriale Bronisława Malinowskiego w biegu na 800 metrów (Grudziądz 1986)
- wielokrotna medalistka mistrzostw Polski, m.in.:
  - trzykrotna mistrzyni Polski w biegu sztafetowym 4 x 400 metrów (Łódź 1980, Zabrze 1981, Lublin 1982)
  - dwukrotna mistrzyni Polski w biegu na 800 metrów (Zabrze 1981, Poznań 1987)
  - dwukrotna mistrzyni Polski w biegu na 10 000 metrów (Warszawa 1992, Kielce 1993)
  - mistrzyni Polski w półmaratonie (Piła 1990)
  - wicemistrzyni Polski w biegu na 10 000 metrów (Kraków 1989)
  - wicemistrzyni Polski w biegach przełajowych (Piła 1990)
  - halowa wicemistrzyni Polski w biegu na 800 metrów (Zabrze 1986)
  - brązowy medal halowych mistrzostw Polski w biegu na 800 metrów (Zabrze 1985)
  - brązowy medal halowych mistrzostw Polski w biegu na 1500 metrów (Zabrze 1988)

## Rekordy życiowe
- bieg na 800 metrów – 2:00,17 – Zabrze 08/08/1981
- bieg na 10 000 metrów – 34:37,03 – Bydgoszcz 22/06/1997
- bieg maratoński – 2:39:48 – Berlin 28/09/1997